# Nils Ignell
Nils Ignell, född den 18 juli 1806 på torpet Ingebo under Stegeborgs säteri i Skällviks socken, Östergötlands län, död den 3 juni 1864 i Stockholm, var en svensk filosofisk och teologisk skriftställare. 
På föranstaltande av föräldrarnas husbonde, greve Ph. V. von Schwerin, sattes Ignell i Söderköpings skola och blev, efter förberedande studier där och i Linköping, student vid Uppsala universitet 1825. 
Ignell prästvigdes 1830 och förordnades till pastorsadjunkt, först i Askeby och därefter i Vallersta, båda i Linköpings stift. Sedan han 1837 avlagt pastoralexamen, blev han 1838 vice pastor i Västra Stenby. Han utnämndes dock redan samma år till predikant vid Hedvig Eleonora fattighus i Stockholm, en befattning som han tillträdde 1840. 1842 blev han kateket i samma församling och befordrades 1844 till komminister i Katarina.
Ignell har själv uppgivit, att hans första väckelse till begrundande av religiösa ting utgick från en händelse under hans skoltid, då han såg en kamrat agas för skratt under bönen, och han kom till djupare klarhet genom hans bekantskap med en annan forskare på det religiösa området, lektorn, sedermera kyrkoherden, Fabian Wilhelm af Ekenstam. 
Vid sidan av sin prästerliga gärning utövade Ignell ett teologiskt författarskap, som var mycket produktivt. Under tidigare år hade Ignell rönt inflytande från Swedenborg, under sin Stockholmstid hade han som teologiska mästare Hegel och, framför allt, Friedrich Schleiermacher. 
I förhållande till dessa är Ignell inte originell, men dock relativt självständig. Jämte Henrik Reuterdahl var Ignell den mest betydande av Schleiermachers lärjungar i Sverige. Men under det att Reuterdahl gick åt höger, alltmer mån om konserverandet av de uttryck den kristna erfarenheten skapat åt sig, gick Ignell åt vänster i optimistisk tro på de underverk undanröjandet av skymmande dogmer skulle åstadkomma. 
Av stort intresse för kännedomen om dessa Schleiermachers två svenska lärjungars ståndpunkter och ställning till varandra är deras skriftväxling i tidskriften Studier, kritiker och notiser 1842-1843. Kristendomens väsen är, enligt Ignell, Jesu stiftande av Guds rike som ett inre andligt samfund, skapande ett nytt högre liv i mänskligheten. 
Ett sådant nytt sedligt liv kommer till stånd hos människorna genom det intryck Kristi liv gör på dem. I Jesu syndfrihet och oavbrutna gudsmedvetande blir Gud själv uppenbarad för oss såsom kärlek; och genom meddelandet av detta fullkomliga liv stiftar Kristus Gudsriket samt fullkomligar skapelsen. 
Den uppmärksamhet, som hans båda första skrifter tilldrog sig, hade möjligen uteblivit, om inte Stockholms stads konsistorium i dessa funnit satser för vilka de velat beröva Ignell prästerlig befordringsrätt. Men detta fäste allmänhetens nyfikenhet vid hans person och sporrade honom till ytterligare författarverksamhet.